# パンシオ級機雷敷設艦
パンシオ級機雷敷設艦（フィンランド語: Pansio-luokan miinalautta, 英語: Pansio-class minelayer）は、フィンランド海軍の機雷敷設艦。1991年から1992年にかけて3隻が就役した。
物資100トンの搭載能力があり、物資輸送や艦艇への補給にも使用される。
パンシオ級は2015年から2017年にかけて艦齢延伸工事が実施され、機関交換、新型高圧消火システムの設置のほか、兵装を ZU-23-2 23mm連装機銃からSAAB製トラックファイアRWSに換装し、2030年代までの運用が可能となっている。

## 同型艦
| 艦番号 | 艦名                   | 建造         | 起工 | 進水 | 就役           |
| ------ | ---------------------- | ------------ | ---- | ---- | -------------- |
| 90     | パンシオ Pansio        | オルキルオト |      |      | 1991年9月25日  |
| 92     | ピュハランタ Pyhäranta | オルキルオト |      |      | 1992年5月26日  |
| 91     | ポルッカラ Porkkala    | オルキルオト |      |      | 1992年10月29日 |